# Ilha do Baiacu
A Ilha do Baiacu localiza-se na baía de Babitonga, no litoral norte do estado de Santa Catarina, no Brasil.